# Закон України «Про вищу освіту» (2014)
Закон України «Про вищу освіту» № 1556-VII — Закон України, ухвалений Верховною Радою України 1 липня 2014 року. У його основу покладено проєкт Закону «Про вищу освіту» № 1187-2, який розробляла та вдосконалювала громадськість, освітяни та науковці з лютого 2012 року.
Закон скасував попередній закон «Про вищу освіту», що діяв з 2002 року.

## Історія ухвалення
У кінці 2010 року плани міністра освіти і науки Дмитра Табачника реформувати українські університети збурили суспільство і привели до масових студентських протестів. Тоді ж виникла громадянська кампанія проти прийняття законопроєкту, яка отримала назву «Проти деградації освіти».
На початку 2012 року спроби Табачника вплинути на вибори ректора КПІ викликали протести його студентів. Для залагодження ситуації прем'єр-міністр Микола Азаров запропонував ректору КПІ Михайлу Згуровському очолити робочу групу з доопрацювання законопроєкту Табачника. Робоча група, до якої увійшли близько 60 представників від освітян, експертів, роботодавців та студентів, одразу повідомила, що законопроєкт МОН доопрацювати неможливо і розробила новий варіант з нуля — так званий законопроєкт групи Згуровського. У Верховній Раді України його зареєстрували 21 січня 2013 року під № 1187-2, і згодом законопроєкт отримав підтримку голови Комітету з питань науки і освіти Лілії Гриневич.
8 квітня 2014 року, після Євромайдану та зміни парламентської коаліції, законопроєкт пройшов перше читання. Через вимоги суспільства та нового керівництва МОН на чолі з Сергієм Квітом, які бажали подальших реформ, на базі Комітету з питань науки і освіти вчергове зібралась робоча група, яка за два місяці підготувала законопроєкт до другого читання, дотиснувши норми, котрі були неможливими ще рік тому. Після вуличних акції на підтримку законопроєкту і активного лобіювання серед депутатів з другої спроби парламент 1 липня 2014 року підтримав законопроєкт 276 голосами «за»..

## Законопроєкт №1187-2
Проєкт закону № 1187-2 був підготований робочою групою під головуванням ректора Національного технічного університету України «Київський політехнічний інститут» Михайла Згуровського. Протягом періоду розробки проєкту Закону до нього було подано понад 4 тисяч пропозицій від більш ніж 100 організацій та установ і великої кількості фахівців у галузі освіти, науки, державного управління та бізнесу.

## Набуття чинності та імплементація
31 липня закон підписаний Президентом України і опубліковано в газеті Верховної Ради України «Голос України» від 6 серпня 2014 року № 148 (5898), закон набирає чинності 6 вересня 2014 року. У той же час, абзац третій частини другої статті 56 Закону, в якому зазначено, що «максимальне навчальне навантаження на одну ставку науково-педагогічного працівника не може перевищувати 600 годин на навчальний рік», набирає чинності з 1 вересня 2015 року. Частина сьома статті 44 та частина четверта статті 72 Закону, які стосуються нового механізму розміщення державного замовлення на підготовку фахівців, набирають чинності з 1 січня 2016 року. Роз'яснення щодо реалізації цієї норми Закону буде надано додатково..
У лютому 2015 року відбувся круглий стіл, присвячений питанням імплементації нового Закону про вищу освіту.

## Новації
Закон «Про вищу освіту» запроваджує низку новацій у вищу освіту України.
1. Якість освіти контролюватиме незалежний орган — Національне агентство із забезпечення якості вищої освіти.
2. Академічна автономія. Кожен виш отримав право впроваджувати власні освітні та наукові програми.
3. Фінансова та господарська автономія. Виші можуть відкривати власні рахунки, отримувати кредити, розпоряджатися майном та землею. Вони зможуть засновувати наукові парки та підприємства, що займаються наукою чи інноваціями.
4. Сильне студентське самоврядування.
5. Прозорість. Кожен вищий навчальний заклад зобов'язаний публікувати на власному сайті документи про свої фінанси, майно, у тому числі кошториси, звіти про їх виконання, розподіл зарплат тощо.
6. Ректори, декани, завідувачі кафедр будуть обиратися на свої посади на 5 років і не зможуть їх обіймати більше ніж двічі.
7. П'ять ступенів вищої освіти:
- молодший бакалавр
- бакалавр
- магістр
- доктор філософії / доктор мистецтва
- доктор наук.
Освітньо-кваліфікаційний рівень спеціаліста скасовано.
8. Не буде рівнів акредитації вищих навчальних закладів. Будуть 4 типи вишів:
- університети (універсальні навчальні заклади);
- інститути та академії (галузеві навчальні заклади) і
- коледжі (де готують спеціалістів до рівня молодшого бакалавра чи бакалавра).
9. Проти плагіату: наукові роботи та відгуки опонентів перед захистом будуть розміщуватися на сайтах вишів.
10. Зменшення навантаження на викладачів (з 900 до 600 годин на ставку) та студентів (30 годин замість 36 на кредит).
11. Академічна мобільність. Запроваджується передбачена Болонською системою кредитно-модульна система вимірювання навчального навантаження.
12. Вступ — тільки через зовнішнє оцінювання.
13. Конкурентна система держзамовлення. Механізм електронного вступу до вишів і автоматичного розміщення держзамовлення.
14. Стипендії на рівні прожиткового мінімуму.
15. Гарантоване цільове фінансування наукових розробок в університетах, які отримають статус національного або дослідницького.
16. Мовою викладання є державна мова. Для підвищення міжнародної академічної мобільності виш має право частину дисциплін викладати англійською чи іншими іноземними мовами, але забезпечивши при цьому знання здобувачами відповідної дисципліни й українською.

## Зміст
Закон містить 79 статей у 14 розділах, а також 7 пунктів у розділі XV «Прикінцеві та перехідні положення»:
- Розділ I. Загальні положення
- Розділ II. Рівні, ступені та кваліфікації вищої освіти
- Розділ III. Стандарти освітньої діяльності та вищої освіти
- Розділ IV. Управління у сфері вищої освіти
- Розділ V. Забезпечення якості вищої освіти
- Розділ VI. Вищі навчальні заклади
- Розділ VII. Управління вищим навчальним закладом
- Розділ VIII. Доступ до вищої освіти, прийом, відрахування, переривання навчання, поновлення і переведення осіб, які навчаються у вищих навчальних закладах
- Розділ IX. Організація освітнього процесу
- Розділ X. Учасники освітнього процесу
- Розділ XI. Наукова, науково-технічна та інноваційна діяльність у вищих навчальних закладах
- Розділ XII. Фінансово-економічні відносини у сфері вищої освіти
- Розділ XIII. Міжнародне співробітництво
- Розділ XIV. Контроль у сфері вищої освіти
- Розділ XV. Прикінцеві та перехідні положення.

Близько {\displaystyle 1 \over 7} всього тексту Закону зайняли зміни до чинного законодавства.

## Думки експертів
На думку міністра освіти і науки Сергія Квіта, «в основі проєкту закону „Про вищу освіту“ — ідея університетської автономії, насамперед, в академічній, організаційній та фінансовій сферах. Планується розширення повноважень вчених рад та колективів університету, зокрема, право самостійно обирати ректора, тоді як міністерство лише фіксуватиме факт вибору».